# Evaldas Jocys
Evaldas Jocys (* 25. Mai 1975 in Plungė) ist ein ehemaliger litauischer Basketballspieler.

## Laufbahn
Jocys verließ Litauen und seinen Heimatverein Olimpas Plungė im Jahr 1996 und spielte in den folgenden vier Jahren in den Vereinigten Staaten. Von 1996 bis 1998 war er Spieler des Western Nebraska Community College und wechselte nach einer starken Saison 1998/99 an die East Carolina University. Dort wurde der 2,06 Meter große Flügelspieler bis 2000 in 31 Spielen (12 Punkte, 6,2 Rebounds/Begegnung) eingesetzt.
Als Mitglied der U22-Nationalmannschaft Litauens nahm Jocys 1996 an der Europameisterschaft teil und gewann den EM-Titel, 1997 spielte er mit der Mannschaft bei der Weltmeisterschaft derselben Altersklasse.
Im berufsmäßigen Basketballsport war der israelische Erstligist Galil Elion in der Spielzeit 2000/01 Jocys’ erster Arbeitgeber, er erzielte in 32 Saisonspielen rund 9 Punkte je Begegnung. Der bewegliche Flügelspieler stand 2001/02 in Diensten des deutschen Bundesligisten Bayer Leverkusen und erzielte für die Rheinländer im Durchschnitt 10,4 Punkte sowie 5,9 Rebounds je Begegnung. Auch im Spieljahr 2002/03 war der Litauer in der Bundesliga beschäftigt: In den Farben von Brandt Hagen wurde er in 32 Bundesliga-Begegnungen eingesetzt (12,7 Punkte, 5,3 Rebounds, 2,6 Korbvorlagen/Spiel).
Nach zwei Jahren in Belgien bei Dexia Mons-Hainaut (2003 bis 2005) ging Jocys in die deutsche Bundesliga zurück, erreichte mit den Eisbären Bremerhaven im Spieljahr 2005/06 das Halbfinale um die deutsche Meisterschaft. Der Litauer stand für die Eisbären bei 36 Einsätzen 35 Mal in der Anfangsaufstellung und verzeichnete 7,1 Punkte und 4,3 Rebounds je Begegnung.
In der Saison 2006/07 bestritt er für den polnischen Erstligisten Stal Ostrów zwölf Ligaspiele, Später spielte Jocys zum Abschluss seiner Laufbahn in seinem Heimatland: Von 2008 bis 2011 bei Palanga Naglis-Adakris und von 2011 bis 2013 bei seinem Ursprungsverein Olimpas Plungė.